# 31 minutos
31 minutos es una serie de televisión infantil chilena creada por la productora Aplaplac —propiedad de Álvaro Díaz, Pedro Peirano y Juan Manuel Egaña— y estrenada el 15 de marzo de 2003 por Televisión Nacional de Chile. El programa parodia a 60 minutos, noticiero del mismo canal transmitido entre 1975 y 1988. Se centra en las aventuras del equipo de un noticiero poco prestigioso en el que siempre ocurre algo inesperado, cuyo presentador es Tulio Triviño. Las notas del programa son educativas; algunas dejan un mensaje explícito o implícito, mientras que otras no tienen sentido.
Luego de fundar Aplaplac en 2001 y de producir dos primeras series de televisión —la primera de carácter documental y la segunda de temática didáctica y cultural—, Díaz y Peirano decidieron gestar un nuevo proyecto dirigido al público infantil bajo el título El gabinete del Doctor Mojado, el cual tenía a un pez como personaje titular. Tras realizar un episodio piloto que presentaron en un concurso organizado por el Consejo Nacional de Televisión de Chile, el concepto obtuvo luz verde y financiamiento por parte de dicho instituto para llevar a cabo una primera temporada de veintiún episodios. Finalmente, el concepto fue rediseñado como un noticiero protagonizado por títeres y marionetas.
En su primer periodo, desde 2003 hasta 2006, la serie tuvo tres temporadas, una participación en la Teletón 2003 y un especial de Navidad ese mismo año. El 27 de marzo de 2008 fue llevada al cine bajo el título de 31 minutos, la película. En 2012 la productora Aplaplac confirmó el regreso de la serie a la televisión con una cuarta temporada, estrenada por TVN el 4 de octubre de 2014; su último episodio fue emitido la noche del 26 de diciembre de ese año.
Se transmitió para toda América Latina por Nickelodeon desde 2004 hasta 2007, y por Cartoon Network y Boomerang entre 2016 y 2021, aunque solamente su cuarta temporada. También se emitió en México por Canal Once y Once Niños. Las tres primeras temporadas están disponibles en Chile en TVN Play, el servicio de streaming de Televisión Nacional de Chile, mientras que la cuarta estuvo disponible en Netflix para toda Latinoamérica. Además, las cuatro temporadas (en español y portugués) están disponibles en YouTube.
Desde 2010, 31 minutos ha realizado presentaciones como una banda musical en Chile, México y América Latina. En sus giras, la banda interpreta las canciones hechas para el programa y los trabajos musicales realizados fuera de este.

## Historia

### Orígenes y fundación de Aplaplac (1989-2002)
Los orígenes de 31 minutos se remontan a 1989, cuando sus creadores Álvaro Díaz y Pedro Peirano ingresaron a la Universidad de Chile para estudiar periodismo y se conocieron por primera vez. En un principio, Díaz no se juntaba con Peirano ni le interesaba hablar con él, pero les tocó reunirse para hacer un trabajo académico, lo que desembocó en que ambos se dieran cuenta que compartían el mismo sentido del humor y entablaran amistad para después comenzar una relación que duraría hasta actualmente, lo que se vio reflejado en los personajes principales de la serie 31 minutos. Los dos se volvieron a reunir en 1995, año en el que realizaron el programa Gato por liebre y posteriormente realizaron otros programas como Plan Z y El factor humano para el canal de televisión chileno Rock & Pop. Pero, contrario a lo que esperaban, ninguna de las producciones prosperó. A esto se le agrega que el canal cesó sus transmisiones el 1 de diciembre de 1999, lo que dejó a Díaz y Peirano sin empleo.
Para salir de dicha situación, fundaron junto con Juan Manuel Egaña la productora Aplaplac. Inicialmente, Aplaplac desarrolló dos programas: Sangre, sudor y lágrimas —un espacio de corte humano que compró el canal deportivo PSN— y Mira tú —un programa cultural realizado con fondos del Consejo Nacional de Televisión en 2001, y que emitió Televisión Nacional de Chile en 2002—.
Mira tú destacó por su calidad y se convirtió en la carta de presentación de la productora, por lo tanto Díaz, Peirano y Egaña postularon por segunda vez a un fondo concursable del CNTV en 2002, esta vez en la categoría de televisión infantil. El proyecto presentado se tituló El gabinete del Doctor Mojado, y en él un pez conducía un programa de televisión desde una pecera. En uno de sus segmentos un títere reporteaba lo que sucedía con los excrementos en las plantas de tratamiento. Aplaplac ganó el concurso y obtuvo fondos para producir 21 capítulos que serían transmitidos en Televisión Nacional de Chile. La idea fue evolucionando hasta transformarse en un noticiero de títeres y marionetas llamado «31 minutos» —nombre que tiene su origen por las bases del concurso, donde se hacía mención que los proyectos debían durar media hora—.
Paralelamente, Peirano trabajaba en el diario chileno El Mercurio, donde conoció al dibujante Rodrigo Salinas, quien —junto con los artistas Daniel Castro y Matias Iglesis— formó el colectivo de arte La nueva gráfica chilena. Peirano los invitó a formar parte del equipo de producción de 31 minutos, quedando Salinas y Castro como realizadores y guionistas —junto con Díaz y Peirano—, Iglesis como director de arte —estableciendo la identidad visual del programa y sus personajes— y Juan Manuel Egaña como productor ejecutivo de Aplaplac y 31 minutos. Por exigencias de TVN había que incluir un personaje femenino estable en los episodios. La actriz y comediante Alejandra Dueñas —conocida de La nueva gráfica chilena— se integró más tarde al equipo, dando vida al personaje de Patana.
La convicción que tenían sus creadores al comenzar era hacer un tipo de programa de televisión que les hubiese gustado ver a ellos cuando niños. Tenían plena consciencia de que los menores de edad ya no consumían solamente programas que estuviesen enfocados a un público infantil y, con base en eso, llegaron a la idea de que había que realizar una sátira de los noticieros. También surgió la idea de inventar canciones y presentarlas en una clasificación musical. Para ello, Peirano —quien compartía amistad con los integrantes del grupo de funk rock chileno Chancho en Piedra— presentó a Pablo Ilabaca, guitarrista de esa banda, quien traía consigo un CD de pistas sin letra, con las cuales no sabía qué hacer. El primer instrumental que Díaz y Peirano escucharon fue el que más tarde se convirtió en el tema central de 31 minutos, del cual rápidamente se encariñaron. El resto de las pistas fueron usadas para la banda sonora de los capítulos, junto con otras canciones inventadas por el equipo. Ilabaca quedó como productor musical de 31 minutos, dando origen al segmento Ranking Top, del cual el personaje Policarpo Avendaño —interpretado por Daniel Castro— está a cargo.

### Éxito e internacionalización (2003-2006)
31 minutos hizo su estreno el 15 de marzo de 2003. Sus primeros episodios marcaron 6 puntos de cuota de pantalla, pero con el paso del tiempo empezó a popularizarse e incrementar su audiencia a un promedio de 14 unidades. Inicialmente era un show de notas periodísticas de interés para los niños, sin embargo, a medida que el programa avanzaba en su primera temporada, pasó de ser una parodia de los noticieros a convertirse en una comedia de personajes. En vista de la popularidad alcanzada del programa en 2003, los creadores accedieron a producir una segunda y una tercera temporada, esta vez con fondos del canal.
Parte del éxito del programa radica en su guion y sus personajes, con soterradas referencias a la realidad social de Chile. También ha tenido éxito entre el público joven y adulto: el doble sentido que maneja está manifestado, por ejemplo, en que los títeres son irónicos remedos de personajes reales de la televisión chilena, y recuerdan sucesos o eventos televisivos que caracterizaron a Chile en la década de 1970 y 1980.
El éxito comercial del programa se reflejó en la aparición de varios productos basados en este. El 8 de julio de 2003 se editó un álbum de estudio llamado 31 minutos, con las canciones que formaron parte de la clasificación musical de la primera temporada del programa. Este agotó de forma natural todas sus copias en menos de un día y llegó a vender más de 200 000 ejemplares. No solo se editó un disco, puesto que, el 28 de julio de 2004 salió al mercado 31 canciones de amor y una canción de Guaripolo, el cual incluía las canciones de la segunda temporada. El nombre del álbum alude al libro Veinte poemas de amor y una canción desesperada de Pablo Neruda. Su estreno se realizó en el Paseo Ahumada de Santiago y, pese a no superar el fenómeno que logró su antecesor, en una semana vendió 20 000 ejemplares y logró la posición de disco de platino. Los temas de la tercera temporada se recopilaron en el álbum Ratoncitos —donde participa el músico Ángelo Pierattini—, acreedor de un disco de oro a pocos días de su lanzamiento. Además de los discos con las canciones del programa, cercano a la Navidad de 2004 se editaron en formato casero los videos Lo mejor de 31 minutos y Los Policarpo Top Top Top Awards, que en conjunto vendieron más de 35 000 discos. Este hecho los convirtió en los DVD locales más vendidos de la historia de Chile.
La popularidad obtenida con el programa ha llevado a sus personajes a formar parte de campañas publicitarias y propagandísticas de Chile. Por ejemplo, Tulio y Bodoque aparecieron en unos mensajes comerciales del sistema de transportes de Santiago de Chile Transantiago para educar a la gente sobre el comportamiento que hay que tener en los buses. En 2010 Unicef lanzó un anuncio publicitario titulado «Rearmemos la vida de niños y niñas» con el objetivo de subir el ánimo tras el Terremoto de Chile de 2010. En estos anuncios se ve a Tulio hablando del miedo que siente por los temblores, pero sus amigos del noticiero lo reaniman diciéndole que juntos todo está mejor y que es normal sentir miedo. Otro anuncio con Unicef trataba de cortos donde se muestran números musicales en los cuales Patana le da consejos a Tulio de cómo prevenir la influenza. A esto se le suma que, desde 2015, Mario Hugo es rostro de la campaña del Gobierno Regional Metropolitano de Santiago titulada «Cuidado con el perro», que llama a la esterilización, la tenencia responsable y el cuidado de los perros en espacios públicos.
La segunda temporada de 31 minutos hizo su estreno el 24 de diciembre de 2003 (Especial de Navidad) en Televisión Nacional de Chile, y simultáneamente el programa empezó a darse a conocer en otros países. El 9 de junio de 2004 la señal latinoamericana del canal Nickelodeon compró las primeras dos temporadas de la serie, y las estrenó el 17 de septiembre del mismo año. La cadena emitió los episodios hasta 2007. Gracias a la audiencia infantil de Nickelodeon el programa se internacionalizó, con buena acogida en países como México y Brasil —donde se dobló al portugués—. El 19 de septiembre de 2005 comenzó a emitirse la tercera temporada en TVN, constituida solamente de 15 capítulos.
México fue el primer país aparte de Chile en transmitir la serie en televisión abierta cuando se estrenó en 2005 en Canal 11. La transmisión de Canal 11 logró que en 2007 el sello EMI editara el disco 31 minutos por primera vez en México. Ambos sucesos provocaron que 31 minutos fuera un éxito en el país. A Ro Velázquez —integrante del grupo mexicano Liquits— se le ocurrió producir un disco tributo para el programa en el que artistas fanáticos de este escogieran su canción favorita para grabarla a su manera. El proyecto se oficializó con el lanzamiento de «La regla primordial» —del disco Ratoncitos— versionada por Tepetokio (dúo conformado por el cantante mexicano Rubén Albarrán y su esposa Psykini) como sencillo. El tributo fue bautizado Yo nunca vi televisión y se publicó en diciembre de 2009 bajo el sello Terrícolas imbéciles. En él, catorce artistas chilenos y mexicanos interpretaron algunas canciones de los tres primeros discos de 31 minutos. Yo nunca vi televisión fue distribuido en México y el sur de Estados Unidos, y vendió alrededor de 5 000 copias en sus primeras semanas. Además de su versión física, fue subido a la tienda de iTunes para su descarga.

### Obras de teatro y conciertos (2010-2014)
A finales de 2010, 31 minutos realizó una obra de teatro llamada Resucitando una estrella. La trama giró en torno a un programa televisivo de talentos, donde Tulio Triviño y otros personajes buscaban al mejor artista pasado de moda para darle la oportunidad de volver a estarlo. Estas presentaciones iniciaron como una gira por el sur de Chile para alegrar a las personas de las localidades más devastadas por el terremoto ocurrido el 27 de febrero de ese año; la obra llegó a México en 2014.

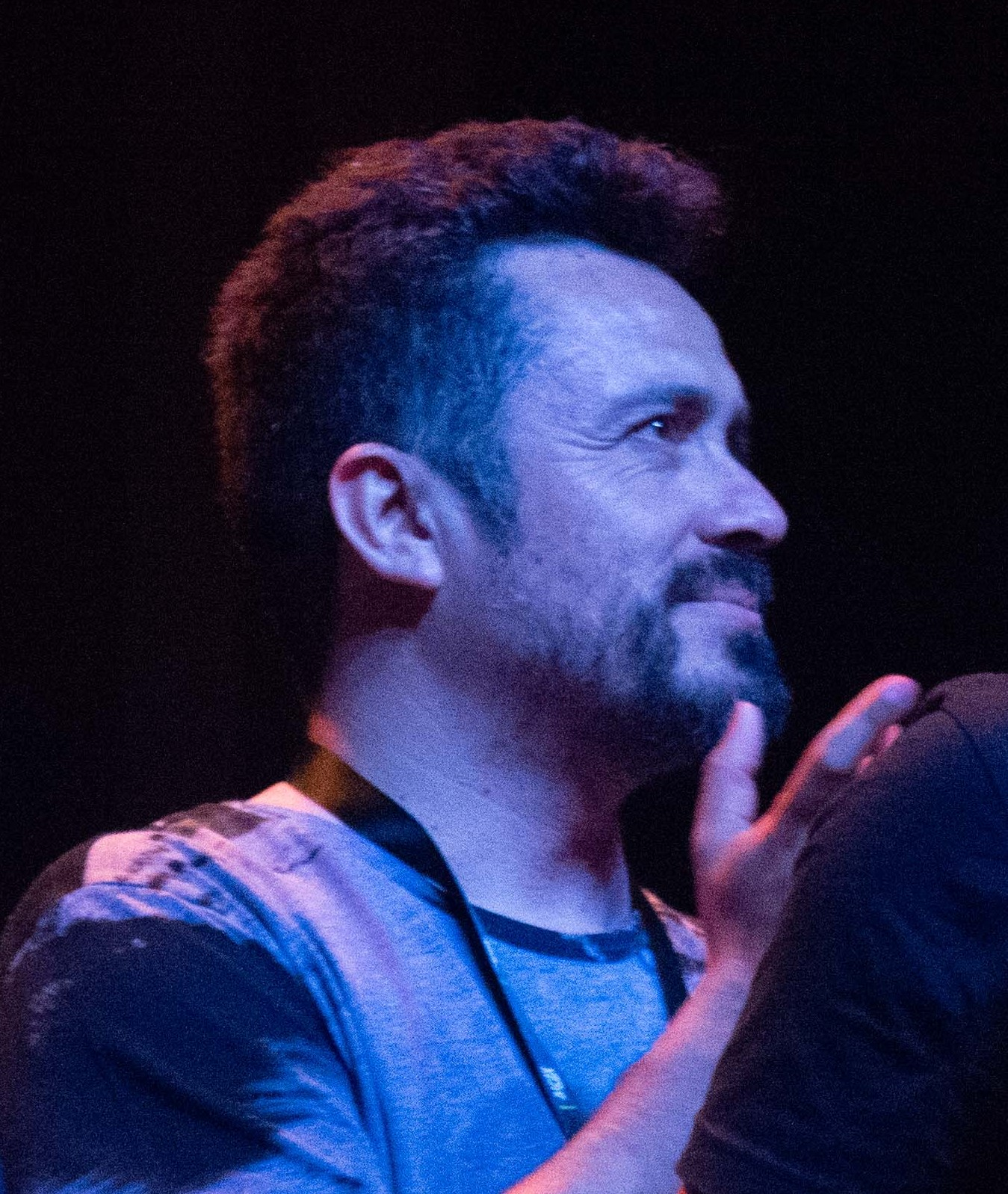
Pablo Ilabaca es uno de los compositores de las canciones de 31 minutos, junto con los guionistas y actores de la serie

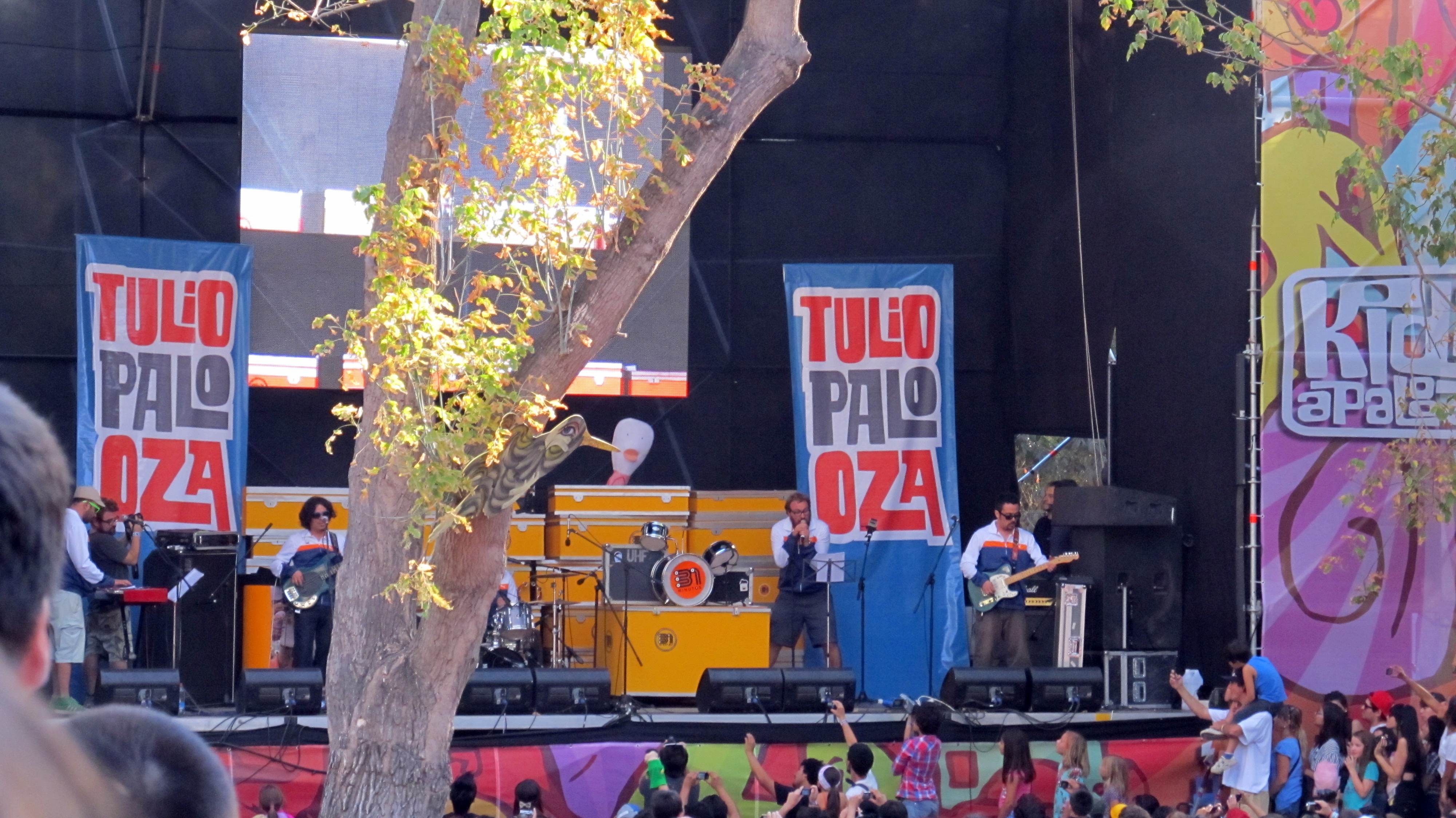
31 minutos en Lollapalooza Chile 2012

Juan Manuel Egaña recibió una invitación para presentarse en Lollapalooza Chile; junto con Felipe Ilabaca, el bajista de Chancho en Piedra, convenció de participar a Díaz y Peirano, quienes, al principio, consideraron el hecho como una humorada. El 31 de marzo de 2012 se presentaron como banda musical —compuesta por los músicos Pablo Ilabaca (guitarra eléctrica), Felipe Ilabaca (bajo), Camilo Salinas (teclados) y Pedropiedra (batería), junto con los actores de voz del programa—. Fue tal el impacto en el festival que la banda agendó cuatro presentaciones para julio en el Movistar Arena de Santiago. Estos eventos tuvieron gran convocatoria y fueron muy populares, además de ser editados en un álbum en vivo llamado Gira mundial bajo el sello Feria Music.
En el segundo semestre de 2013, la Comisión Organizadora del Festival Internacional de la Canción de Viña del Mar 2013 confirmó a 31 minutos como uno de los artistas nacionales para la jornada. Se presentaron el 27 de febrero de 2013, siendo la primera agrupación de títeres en pisar la Quinta Vergara. En más de una hora y media de presentación, lograron un espectáculo que fue elogiado por la prensa y aplaudido por el público presente, que les otorgó los cuatro galardones máximos de la velada. También lograron la posición máxima de sintonía de la edición 2013 del festival: 53 puntos de cuota de pantalla. Coincidiendo con el día de la presentación, la empresa Amnesia Games desarrolló un juego de 31 minutos para celulares en alianza con la productora Aplaplac y la compañía telefónica Claro Chile. El juego destacó en las tiendas de Windows Phone y Amazon y logró posicionarse en los primeros lugares de la tienda de aplicaciones de Apple.
En vista del éxito alcanzado en el festival, decidieron volver a tocar en escenarios, pero esta vez con Radio Guaripolo, un espectáculo dirigido por Álvaro Díaz y escrito por Pedro Peirano, estrenado oficialmente en el Teatro Municipal de Las Condes. En él, Guaripolo es dueño de una estación radial, donde se dedica a hacer bromas telefónicas al resto de los personajes de 31 minutos. Uno de los hechos más importantes de este montaje fue el estreno de la canción «Mi mamá me lo teje todo», que más tarde formó parte de la banda sonora de la cuarta temporada.

### Cuarta temporada y presente
Tras nueve años de ausencia, Aplaplac anunció el regreso de 31 minutos a la televisión en una entrevista al periódico chileno La Tercera. La cuarta temporada inició sus grabaciones en 2013 y fue emitida por TVN. Además, el programa ganó nuevamente un fondo del CNTV para financiarla. El equipo sufrió reestructuraciones, como el cambio de Juan Manuel Egaña —quien se hizo Gerente de Gestión y Desarrollo de Chilevisión— por Alejandra Neumann en la producción ejecutiva de Aplaplac y la serie, y la realización de Juanín, que si bien fue doblado por Salinas este no participó de titiritero en las grabaciones, por lo que el actor Héctor Velozo debió tomar su lugar. Salinas solo dio vida a sus personajes en vivo en la presentación en el Festival de Viña del Mar de 2013.
El estreno de esta temporada fue el 4 de octubre de 2014, vista por primera vez en formato HD (16:9). El primer episodio marcó 9.3 puntos de cuota de pantalla, pero se vio superado por el programa Morandé Con Compañía del canal de televisión chileno Mega —que obtuvo más de 15—. Finalizó la noche del 1 de enero de 2015 tras un ciclo de doce capítulos. A pesar de los bajos resultados que obtuvo en Televisión Nacional de Chile, a partir de enero de 2016 fue comprada y transmitida por la señal de Cartoon Network a Chile, Perú, Bolivia y Ecuador, y luego empezó a emitirse a toda América Latina por Boomerang. El 5 de enero de 2020 fue añadida a Netflix Latinoamérica.
Durante el estreno de los capítulos de la cuarta temporada 31 minutos adaptó su especial navideño de 2003 a un montaje titulado Calurosa Navidad, con el que se presentaron durante el mes de diciembre en el Centro de las Artes 660 de Las Condes. El programa ya se había consolidado como un grupo musical, y Díaz junto a Peirano decidieron centrar su futuro en las giras y conciertos en vivo. Durante 2015 prepararon una obra teatral basada en el drama Romeo y Julieta, de William Shakespeare, con la que se presentaron en enero de 2016 como parte del Festival Internacional Santiago a Mil. Luego la mostraron en lugares como el Teatro Municipal de Las Condes en abril de 2016 y el Teatro Oriente de Providencia en julio del mismo año. Volvió a participar en la versión 2017 del Festival Internacional Santiago a Mil.

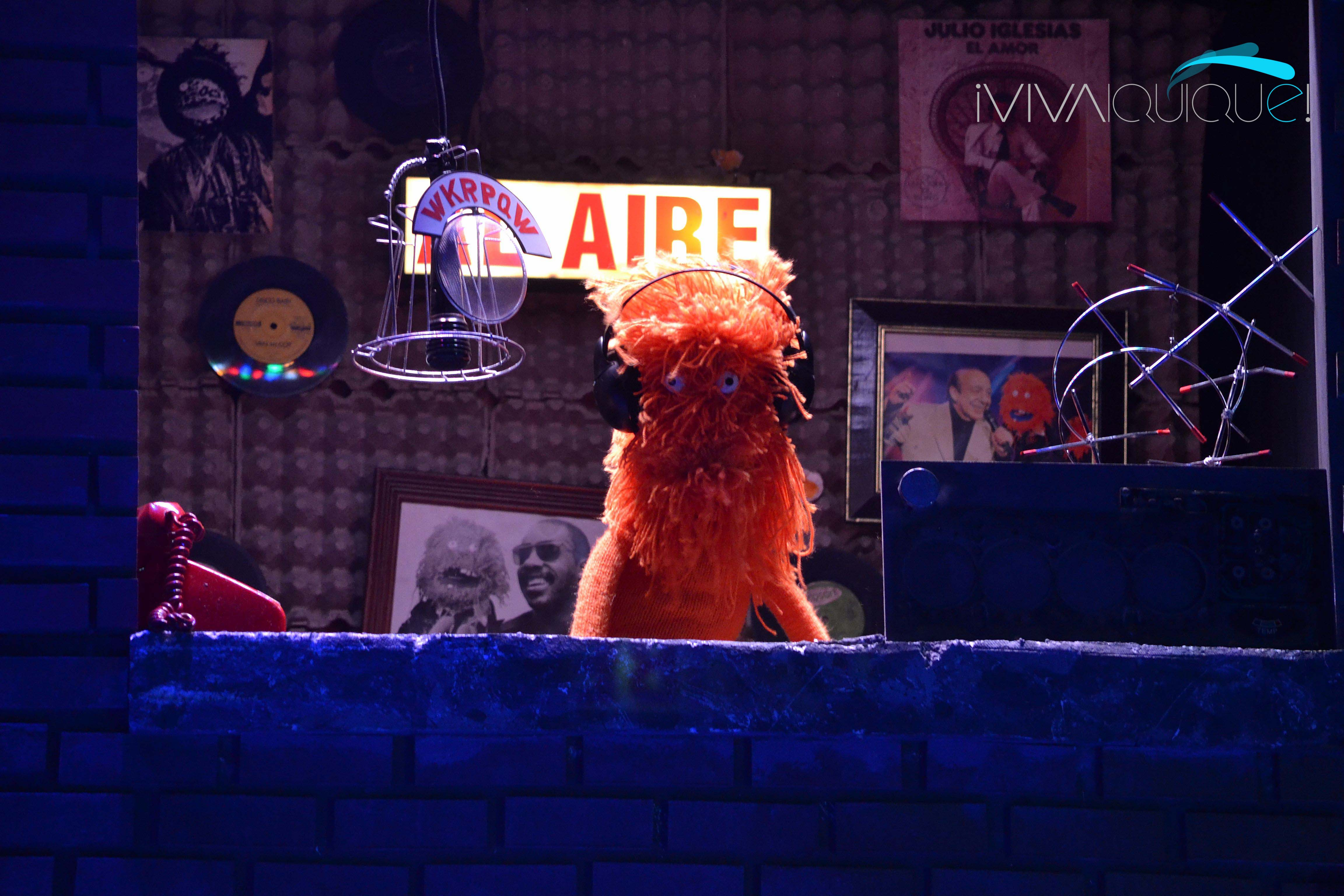
Escena de la gira Radio Guaripolo

El 12 de septiembre de 2015 Aplaplac lanzó de manera independiente el álbum Arwrarwrirwrarwro —donde se encuentran los temas de la cuarta temporada—. El disco tuvo una preventa en México, en julio del mismo año, durante una presentación de Radio Guaripolo. Pablo Ilabaca y Álvaro Díaz estuvieron a cargo de su producción, pero contó con el apoyo de Felipe Ilabaca, Camilo Salinas y Pedropiedra en los instrumentos.
Por otro lado, Radio Guaripolo se presentó por última vez en la ciudad de San Miguel en agosto de 2016. Para la gira en México 2016, Aplaplac estrenó Tremendo Tulio Tour, un montaje parodia a los homenajes de artistas por su trayectoria, donde le rinden uno a Tulio Triviño. El éxito de la gira los llevó a tocar en vivo por primera vez en Argentina y Colombia. La primera presentación se llevó a cabo en la Usina del Arte de Buenos Aires el 21 de abril de 2018. Este fue el último show en el que Pedropiedra participó como baterista de 31 minutos, por lo que Leonardo Corvalán —baterista de Chancho en Piedra— tomó su lugar. La segunda fue en el Festival Rock al Parque en Bogotá el 30 de junio de 2019, con tres presentaciones el mismo día.
En enero de 2019 se confirmó la realización de un quinto álbum de estudio, sin depender de la música de una temporada. Para promocionarlo, el primer sencillo que se lanzó fue «Ritmo sideral», estrenado el 11 de octubre de 2019. Le siguieron «Perro chico» y «Lucía, la sandía», los cuales aparecieron el 22 de noviembre de 2019 y el 17 de enero de 2020, respectivamente. El 20 de noviembre de 2019, los organizadores del festival mexicano Vive Latino dieron a conocer el cartel de confirmados para su vigésima primera edición, donde destacó 31 minutos con una actuación doble, los días 14 y 15 de marzo de 2020 con un espectáculo especial. Al montaje lo bautizaron Yo nunca vi televisión —al igual que la canción homónima del primer disco de 31 minutos—, y en él recrearon el formato de un noticiero —como en la serie de televisión— y tocaron un repertorio de canciones del que «Ritmo sideral» y «Perro chico» formaron parte. Durante febrero de 2020 se agendó una gira en México en la que Yo nunca vi televisión se presentaría durante marzo en las ciudades de San Luis Potosí, Guadalajara y Mérida, pero para prevenir los contagios por la pandemia de COVID-19 se decidió reagendar las fechas para octubre del año siguiente. De las presentaciones originales, 31 minutos solo pudo presentarse los dos días en el festival Vive Latino. La crisis provocada por esta enfermedad fue motivo para que 31 minutos se uniera por tercera vez con Unicef para lanzar la campaña «Cuarentena 31», con el objetivo de abordar temas que afectan a los niños durante el confinamiento. Las cápsulas se emitieron en Cartoon Network y Boomerang Latinoamérica, y el 29 de julio de 2020 se lanzó una canción titulada «Primavera» para animar a las personas en medio de la crisis sanitaria. El 1 de septiembre de 2020 Unicef nombró a 31 minutos como embajadores de buena voluntad de Unicef Chile. En marzo de 2021, 31 minutos lanzó la continuación de Cuarentena 31, una miniserie de 3 episodios llamada Querido diario, centrado en educar sobre los procesos de desconfinamiento y vuelta a clases en Chile, dando a conocer sus protocolos. El 1 de julio de 2021, se lanzó el servicio de streaming TVN Play, creado por la propia Televisión Nacional de Chile, donde se pueden ver las primeras 3 temporadas de 31 minutos.
Díaz y Peirano han declarado en múltiples ocasiones que no es posible realizar una quinta temporada para la televisión chilena, porque esta no es un formato donde el programa pueda permanecer —sumándose a esto los altos costos de producción—. La reinvención por medio de las giras, nuevas canciones y los discos ha sido clave para la vigencia de la franquicia. De todas maneras, ninguno ha descartado la posibilidad de hacerla en plataformas de streaming, según el interés de estas.

## Personajes
Entre los personajes de 31 minutos se cuentan:
- Tulio Triviño Tufillo, un mono/muñeco gris millonario y egocéntrico,[147] conductor del noticiero pero ignorante y corto de entendimiento.[148]
- Juan Carlos Bodoque, un conejo rojo, el mejor amigo de Triviño y el periodista estrella del programa que se encarga de la sección sobre temas medioambientales La Nota Verde;[149] es malhumorado, bohemio, ingenioso, poeta ocasional, mujeriego, pero, por sobre todo, un gran ludópata adicto a las carreras de caballos y a apostar en el hipódromo al caballo Tormenta China.[150][151]
- Juanín Juan Harry, el único sobreviviente de su especie —los juanines—,[152] es el productor general del estudio; le encanta su trabajo y todos están conscientes de que es él quien hace todo.[153]
- Policarpo Avendaño es el comentarista de espectáculos, dueño del segmento musical Ranking Top.[154]
- Mario Hugo es un reportero distraído, dueño de muchos perros;[51] está locamente enamorado de Patana Tufillo, una joven periodista en práctica, a su vez sobrina de Tulio.[155][156]
- Calcetín con Rombos Man, el superhéroe defensor de los derechos del niño.[157]
- Guaripolo, quien se autodenomina como el «personaje favorito de los niños de 31 minutos», aunque nadie lo conoce.[158]

## Películas

### 31 minutos, la película

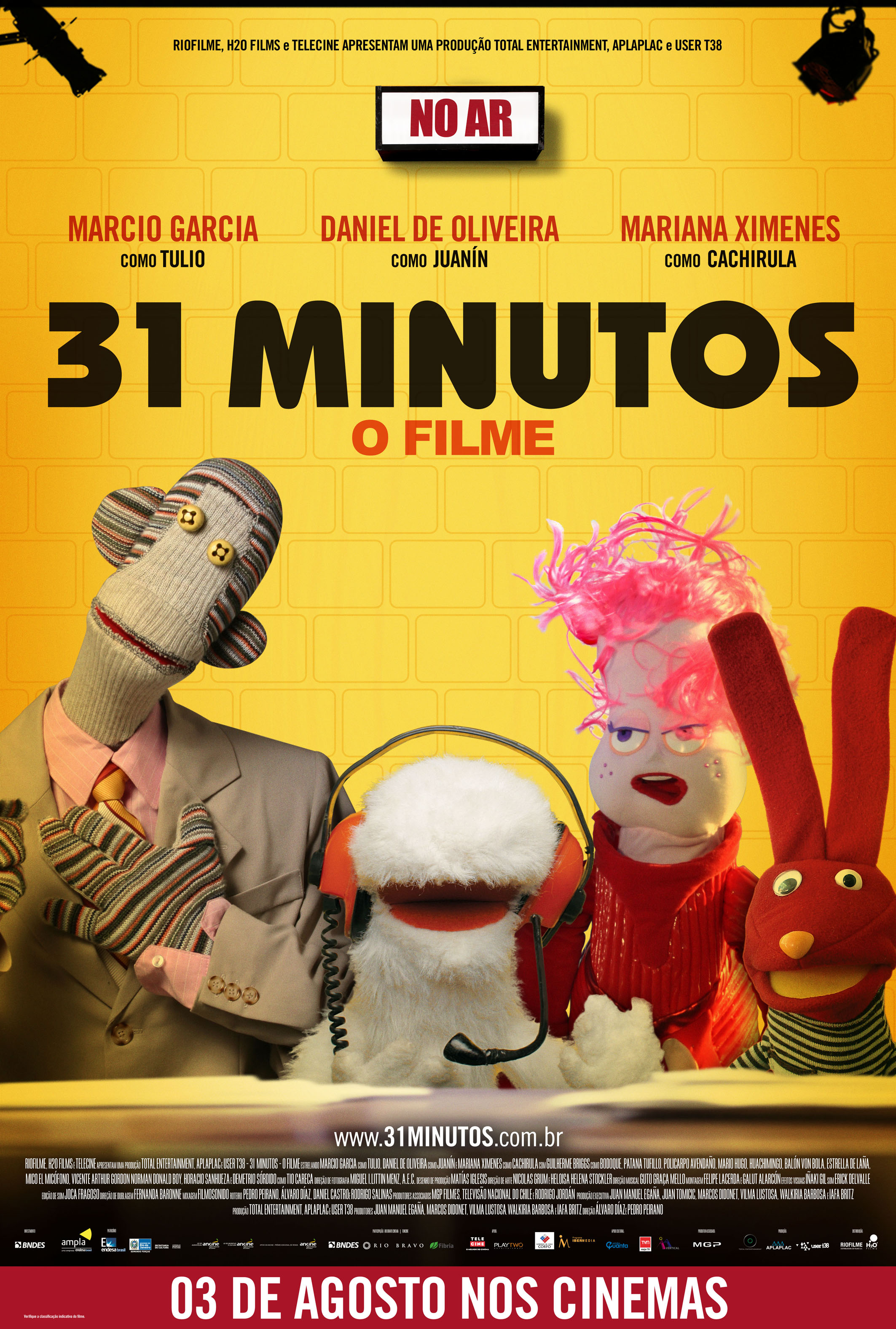
Póster promocional de la película en Brasil. De izquierda a derecha: Tulio Triviño, Juanín Juan Harry, Cachirula de los Cachirulos y Juan Carlos Bodoque

Desde el triunfo obtenido con su primera temporada, Díaz y Peirano tenían en mente un proyecto mucho más grande, una película de 31 minutos. Esta se empezó a desarrollar una vez terminada la producción de la tercera temporada. La música incidental estuvo a cargo de Pablo Ilabaca y Ángelo Pierattini —quienes ya trabajaron juntos en el disco de la tercera temporada Ratoncitos—. Las grabaciones comenzaron en Chile en octubre de 2006 y terminaron en el verano de 2007 en Río de Janeiro, Brasil —donde la productora Total Entertainment se sumó para aportar la experiencia cinematográfica que Aplaplac no tenía—. No obstante, el proceso de posproducción y sonido retrasó el filme, con cosas como un casting telefónico para elegir las voces de Tulio, Bodoque y Juanín en su etapa de niñez. En septiembre de 2007, Peirano fue a revisar la coproducción en España. Debido a que no portaba dinero en efectivo fue inadmitido en el país, al cual pudo ingresar solo tras la intervención de la embajada chilena.
Finalmente la serie fue llevada a la pantalla grande bajo el nombre de 31 minutos, la película, y fue estrenada en Chile el 27 de marzo de 2008, en México el 16 de octubre de 2009 y en Brasil el 3 de agosto de 2012. Con esta película se dio un final temporal a la serie. En total, 210 000 espectadores asistieron a ver la cinta en Chile. A pesar de ser elogiada, no recaudó lo que costó producirla, lo que condujo a Aplaplac hacia una crisis económica durante dos años, y sus integrantes tuvieron que trabajar en otros proyectos. Además, se vieron afectados por un robo a las oficinas de la productora.

### Calurosa Navidad
En una entrevista en enero de 2024, la productora ejecutiva de Aplaplac, Alejandra Neumann, dio a conocer que una segunda película de la serie empezaría su producción al terminar la exhibición del Museo 31 que conmemoraba el vigésimo aniversario del inicio del programa. El 5 de diciembre, Amazon Prime Video reveló en redes sociales un teaser trailer que confirmó que esta película tendrá una temática navideña y se estrenará en algún punto de 2025 a través de la plataforma.
La secuela se titula Calurosa Navidad, tal como la canción y el concierto previamente realizados por Aplaplac, con una trama que busca adaptar y expandir la historia del especial original de Navidad.

## Series derivadas
Aplaplac ha producido diversas miniseries con los personajes de 31 minutos. Como proyecto para el Museo Nacional de Odontología de la Universidad de Chile, la productora realizó una serie web de cuatro episodios llamada Las muelas de Guaripolo, en la que dicho personaje aparece enseñándole al público información sobre la higiene dental y su historia.  Junto con Las muelas de Guaripolo, en 2017, 31 minutos en colaboración con el Ministerio de Salud de Chile realizó la serie web La nube de humo. Este miniserie consta de tres capítulos de cuatro a cinco minutos y trata sobre como Juan Carlos Bodoque —ya retirado del periodismo— decide caer en las peticiones de Ramona de hacer un reportaje sobre la contaminación atmosférica en Chile.
El 11 de julio de 2009 se estrenó en TVN Las vacaciones de Tulio, Patana y el pequeño Tim. El programa —que consta de 12 capítulos— está planteado como un spin-off de 31 minutos, es decir, una realización derivada de algunos de sus personajes; y el elegido fue precisamente Tulio Triviño, el conductor de noticias que ahora se traslada a su fastuosa cabaña de veraneo junto a su sobrina Patana y Tim, un amigo de ella. La estadía es aburrida, entonces Tulio entretiene a sus pequeños acompañantes contándoles historias, y así empieza cada capítulo. Cabe destacar que Juan Carlos Bodoque también está presente en las historias de Tulio dando consejos ecológicos.
En 2017, Aplaplac realizó por encargo de la Asociación Chilena de Seguridad una web-serie de títeres de su mascota Segurito, que en compañía de su amigo Dami, y su torpe vecino Guaripolo -personaje de 31 minutos-, deberán realizar un programa tratando varios temas relacionados con la seguridad laboral, mental o de salud. La serie se estrenó el 27 de mayo de 2017, y actualmente cuenta con 4 temporadas. Además, han realizado giras a lo largo del país con pequeños números musicales.

## Discografía
| Año  | Título                                          | Sello       | Ref.    |
| ---- | ----------------------------------------------- | ----------- | ------- |
| 2003 | 31 minutos                                      | La Oreja    | [ 38 ]  |
| 2004 | 31 canciones de amor y una canción de Guaripolo | La Oreja    | [ 44 ]  |
| 2005 | Ratoncitos                                      | La Oreja    | [ 45 ]  |
| 2013 | Gira mundial (en vivo)                          | Feria Music | [ 187 ] |
| 2013 | Gira mundial (en vivo)                          | Aplaplac    | [ 187 ] |
| 2015 | Arwrarwrirwrarwro                               | Aplaplac    | [ 188 ] |

### Álbumes de tributo
- 2009 - Yo nunca vi televisión[189]

## Giras

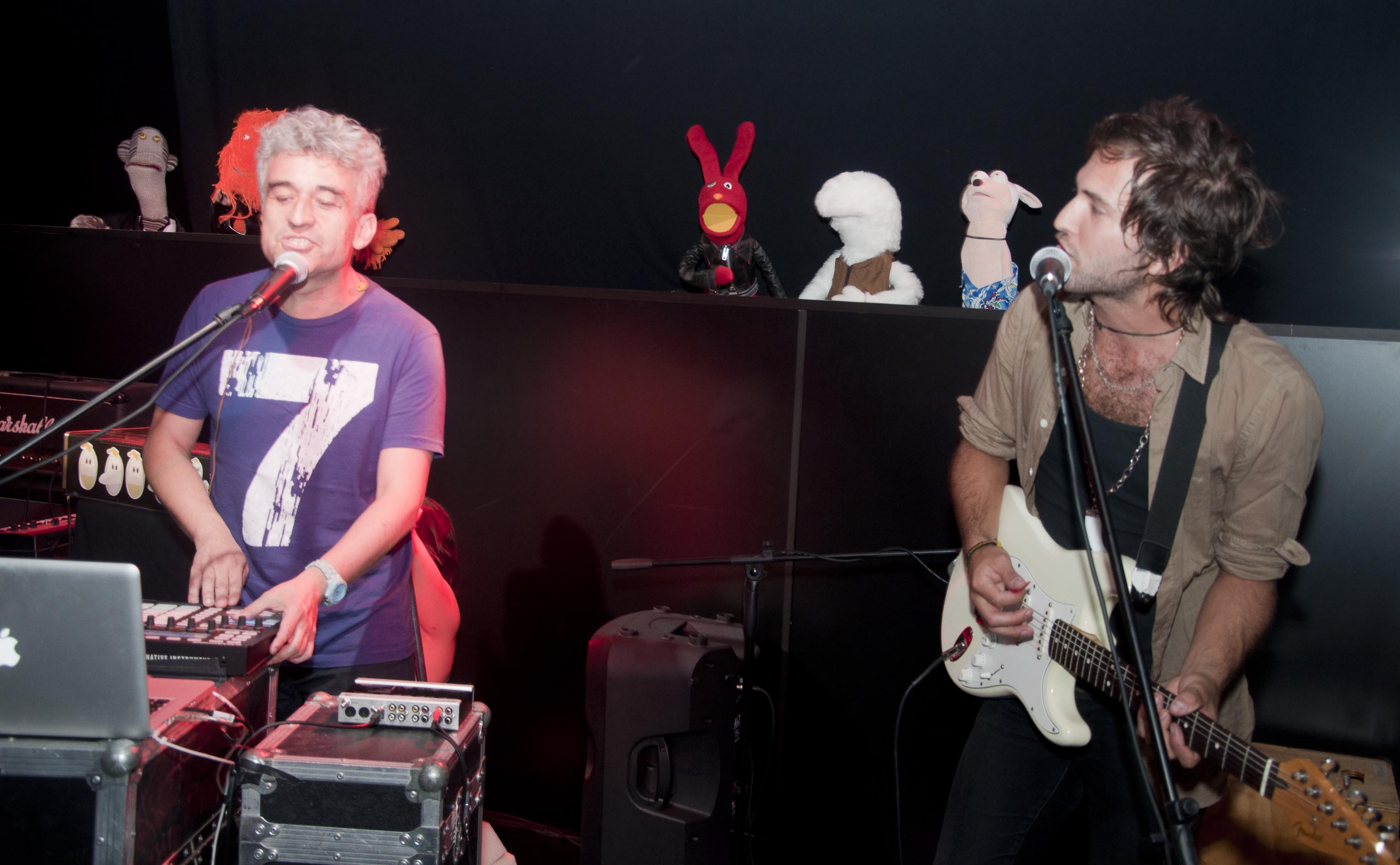
Jorge González tocando con 31 minutos en la inauguración de una tienda de ropa Puma

- Resucitando una estrella (2010)[191]
- Tuliopalooza (2012)[192]

- Gira mundial (2012)[193]
- Radio Guaripolo (2013)[194]
- Calurosa Navidad (2014)[195]
- Romeo y Julieta (2016)[196]
- Tremendo Tulio Tour (2016)[197]
- Yo nunca vi televisión (2020)[198]
- Don Quijote (2021)[199]

## Premios, nominaciones y distinciones
| Año  | Premio                                                                  | Categoría                                                                       | Receptor                                                                        | Resultado                | Ref                     |
| ---- | ----------------------------------------------------------------------- | ------------------------------------------------------------------------------- | ------------------------------------------------------------------------------- | ------------------------ | ----------------------- |
| 2003 | Prix Jeunesse Iberoamericano                                            | Mejor programa infantil de 6 a 11 años no-ficción                               | Mejor programa infantil de 6 a 11 años no-ficción                               | Ganador                  | [ 200 ]                 |
| 2003 | Prix Jeunesse Iberoamericano                                            | Programa elegido por los Niños                                                  | Programa elegido por los Niños                                                  | Ganador                  | [ 200 ]                 |
| 2003 | Premio TV-Grama                                                         | Mejor Programa Infantil                                                         | Mejor Programa Infantil                                                         | Ganador                  | [ 201 ]                 |
| 2003 | Círculo de Críticos de Chile                                            | Televisión                                                                      | Televisión                                                                      | Premiado                 | [ 202 ]                 |
| 2004 | Escuela de Comunicación Audiovisual, Cine y TV de la Universidad UNIACC | Aporte creativo a la TV chilena                                                 | Aporte creativo a la TV chilena                                                 | Premiado                 | [ 201 ]                 |
| 2004 | Premios Apes                                                            | Aporte a la Televisión                                                          | Aporte a la Televisión                                                          | Ganador (único nominado) | [ 203 ]                 |
| 2004 | Premio Altazor de las Artes Nacionales                                  | Música popular rock                                                             | Música popular rock                                                             | Ganador                  | [ 204 ] [ 205 ]         |
| 2004 | Premio Altazor de las Artes Nacionales                                  | Diseño gráfico e Ilustración                                                    | Diseño gráfico e Ilustración                                                    | Ganador                  | [ 204 ] [ 205 ]         |
| 2004 | Premio Altazor de las Artes Nacionales                                  | Dirección programa de Televisión                                                | Dirección programa de Televisión                                                | Ganador                  | [ 204 ] [ 205 ]         |
| 2004 | Premio Altazor de las Artes Nacionales                                  | Guion                                                                           | Guion                                                                           | Ganador                  | [ 204 ] [ 205 ]         |
| 2004 | Actitud Animal Federación Chilena de Instituciones de Protección Animal | Premio especial por enseñar cómo cuidar y defender diferentes especies          | Juan Carlos Bodoque                                                             | Premiado                 | [ 206 ]                 |
| 2004 | Prix Jeunesse International                                             | Light Entertainment                                                             | Light Entertainment                                                             | 4.º lugar                | [ 207 ]                 |
| 2004 | Premios Inte                                                            | Programa Infantil del Año                                                       | Programa Infantil del Año                                                       | Nominado                 | [ 208 ]                 |
| 2004 | Premios Emmy Internacional                                              | Children & Young People                                                         | Children & Young People                                                         | Nominado                 | [ 207 ]                 |
| 2009 | Festival de La Habana                                                   | Animación                                                                       | 31 minutos, la película                                                         | Ganador                  | [ 209 ]                 |
| 2013 | LIV Festival Internacional de la Canción de Viña del Mar                | Antorcha de Plata                                                               | Antorcha de Plata                                                               | Premiado                 | [ 210 ]                 |
| 2013 | LIV Festival Internacional de la Canción de Viña del Mar                | Antorcha de Oro                                                                 | Antorcha de Oro                                                                 | Premiado                 | [ 210 ]                 |
| 2013 | LIV Festival Internacional de la Canción de Viña del Mar                | Gaviota de Plata                                                                | Gaviota de Plata                                                                | Premiado                 | [ 210 ]                 |
| 2013 | LIV Festival Internacional de la Canción de Viña del Mar                | Gaviota de Oro                                                                  | Gaviota de Oro                                                                  | Premiado                 | [ 210 ]                 |
| 2016 | Premios Pulsar 2016                                                     | Mejor Artista Infantil                                                          | Mejor Artista Infantil                                                          | Nominado                 | [ 211 ]                 |
| 2016 | Premios Pulsar 2016                                                     | Artista del Año                                                                 | Artista del Año                                                                 | Nominado                 | [ 211 ]                 |
| 2016 | Premios Pulsar 2016                                                     | Álbum del Año                                                                   | Arwrarwrirwrarwro                                                               | Nominado                 | [ 211 ]                 |
| 2018 | Premios Índigo                                                          | Mejor show en vivo                                                              | Mejor show en vivo                                                              | Ganador                  | [ 212 ] [ 213 ] [ 214 ] |
| 2019 | Rave                                                                    | Mejor producción chilena de la historia, basándose en las estadísticas de IMDb. | Mejor producción chilena de la historia, basándose en las estadísticas de IMDb. | Premiado                 | [ 215 ] [ 216 ]         |